# Plagodis aurantiaca
Plagodis aurantiaca là một loài bướm đêm trong họ Geometridae.